# Septième district congressionnel de Caroline du Sud
Le 7e district congressionnel de Caroline du Sud est un district créé en 2011 à la suite de la répartition d'un autre siège à l'État lors du cycle de redécoupage suivant le recensement de 2010. Il est situé dans la région de Pee Dee et comprend la totalité des comtés de Chesterfield, Darlington, Dillon, Georgetown, Horry, Marion et Marlboro et la majeure partie du comté de Florence. Le district est représenté par le Républicain Russell Fry qui a été élu en 2022 et a pris ses fonctions le 3 janvier 2023.

## Histoire
Le 7e district existait au XIXe siècle, mais a été éliminé en 1853 à la suite du recensement de 1850. Après le recensement de 1880, le Congrès a attribué un autre siège à l'État et la législature de l'État a rétabli le district.
À cette époque, l’ère de la Reconstruction était terminée et le corps législatif de l’État était contrôlé par les démocrates qui en ont pris le contrôle grâce à un mélange de violence et de fraude. Ils ont défini les limites du 7e district, appelé « le quartier restreint » en raison de sa forme longue et étroite qui comprenait de nombreux quartiers noirs. En 1892 et 1894, les électeurs majoritairement noirs du district élurent George W. Murray au Congrès ; il était le seul Afro-Américain à siéger au Congrès lors de ces sessions et, à la suite de la privation du droit de vote et aux changements démographiques, le dernier élu de l'État jusqu'à Jim Clyburn en 1992.
En 1895, la législature de l'État, dominée par les démocrates, a adopté une nouvelle constitution, privant les électeurs noirs du droit de vote en modifiant l'inscription des électeurs et les règles électorales qui ont été appliquées à leur encontre de manière discriminatoire. Pendant des décennies après 1896, seuls les démocrates blancs ont été élus au Congrès par l'État. (Une telle privation du droit de vote s'est produite dans tous les États de l'ancienne Confédération, et leur recours aux taxes électorales, aux tests d'alphabétisation, aux clauses de droits acquis et aux primaires blanches a survécu à plusieurs contestations devant la Cour suprême des États-Unis.)
Au cours de la première moitié du XXe siècle, 6,5 millions de Noirs au total ont quitté la Caroline du Sud et d'autres États du Sud lors de la Grande Migration vers le Nord, le Midwest et l'Ouest. À la suite de déclins cumulatifs de la population de l'État, après le recensement de 1930, la Caroline du Sud a perdu un siège et le 7e district a été éliminé lors du redécoupage. Il était représenté pour la dernière fois par le Démocrate Hampton P. Fulmer, qui a été redécoupé dans le 2e district.
La Caroline du Sud ne comptait que six districts au cours des 80 années suivantes. Les Afro-Américains n'avaient effectivement pas le droit de voter jusqu'à l'adoption de la loi sur les droits de vote de 1965. L'augmentation de la population a conduit l'État à recevoir un autre siège au Congrès lors du cycle de redécoupage qui a suivi le recensement de 2010.
Le 7e district est situé dans la zone en développement rapide du nord-est de la Caroline du Sud, comprenant la zone métropolitaine de Myrtle Beach (le Grand Strand) et la région de Pee Dee,. Il s'agit d'un district à majorité blanche et ses électeurs ont élu le Républicain Tom Rice comme Représentant du district en 2012 ; il a pris ses fonctions en janvier 2013, lors de la convocation du 113e Congrès. En raison presque entièrement de la présence du comté de Horry, fortement républicain, qui compte autant d'habitants que le reste du district réuni, il penche vers les républicains.
Les limites des districts sont à peu près similaires à la configuration du 6e district avant qu'il ne soit reconfiguré après le recensement de 1990 en district à majorité noire.

## Géographie
Comtés dans la carter 2013 - 2023
- Comté de Chesterfield
- Comté de Darlington
- Comté de Dillon
- Comté de Florence (en partie)
- Comté de Georgetown
- Comté de Horry
- Comté de Marion
- Comté de Marlboro

## Historique de vote
| Année | Poste     | Résultats              |
| ----- | --------- | ---------------------- |
| 2012  | Président | Romney 54,5 % – 44,4 % |
| 2016  | Président | Trump 58,0 % – 39,1 %  |
| 2020  | Président | Trump 58,0 % – 40,2 %  |

## Liste des Représentants du district
| Membre                             | Parti                 | Années                           | Congrès     | Histoire électorale | Zone géographique            |
| ---------------------------------- | --------------------- | -------------------------------- | ----------- | --- | ---------------------------- |
| District établit le 4 mars 1803    |                       |                                  |             | |                              |
| Thomas Moore (en)                  | Républicain-Démocrate | 4 mars 1803 - 3 mars 1813        | 8e - 12e    | Redécoupage depuis le 6e district et réélu en 1803. Réélu en 1804. Réélu en 1806. Réélu en 1808. Réélu en 1810. Retrait. | 1803–1813 District Chester   |
| Elias Earle (en)                   | Républicain-Démocrate | 4 mars 1813 - 3 mars 1815        | 13e         | Redécoupage depuis le 8e district et réélu en 1812. Perd sa réélection. | 1813–1823 District Pendleton |
| John Taylor (en)                   | Républicain-Démocrate | 4 mars 1815 - 3 mars 1817        | 14e         | Élu en 1814. Perd sa réélection. | 1813–1823 District Pendleton |
| Elias Earle (en)                   | Républicain-Démocrate | 4 mars 1817 - 3 mars 1821        | 15e , 16e   | Élu en 1816. Réélu en 1818. Retrait. | 1813–1823 District Pendleton |
| John Wilson (en)                   | Républicain-Démocrate | 4 mars 1821 - 3 mars 1823        | 17e         | Élu en 1820. Redécoupage vers le 6e district. | 1813–1823 District Pendleton |
| Joseph Gist (en)                   | Républicain-Démocrate | 4 mars 1823 - 3 mars 1825        | 18e , 19e   | Redécoupage depuis le 8e district et réélu en 1823. Réélu en 1824. Retrait. | 1823–1833 District Chester   |
| Joseph Gist (en)                   | Jacksonien (en)       | 4 mars 1825 - 3 mars 1827        | 18e , 19e   | Redécoupage depuis le 8e district et réélu en 1823. Réélu en 1824. Retrait. | 1823–1833 District Chester   |
| William T. Nuckolls (en)           | Jacksonien (en)       | 4 mars 1827 - 3 mars 1833        | 20e - 22e   | Élu en 1826. Réélu en 1828. Réélu en 1830. Retrait. | 1823–1833 District Chester   |
| William K. Clowney (en)            | Nullifer (en)         | 4 mars 1833 - 3 mars 1835        | 23e         | Élu en 1833. Perd sa réélection. | 1833–1843                    |
| James Rogers (en)                  | Jacksonien (en)       | 4 mars 1835 - 3 mars 1837        | 24e         | Élu en 1834. Perd sa réélection. | 1833–1843                    |
| William K. Clowney (en)            | Nullifer (en)         | 4 mars 1837 - 3 mars 1829        | 25e         | Élu en 1836. Retrait. | 1833–1843                    |
| James Rogers (en)                  | Démocrate             | 4 mars 1839 - 3 mars 1843        | 26e , 27e   | Élu en 1838. Réélu en 1840. Retrait. | 1833–1843                    |
| Robert B. Rhett (en)               | Démocrate             | 4 mars 1843 - 3 mars 1849        | 28e - 30e   | Redécoupage depuis le 2e district et réélu en 1843. Réélu en 1844. Réélu en 1846. Retrait. | 1843–1853                    |
| William F. Colcok (en)             | Démocrate             | 4 mars 1849 - 3 mars 1853        | 31e , 32e   | Élu en 1848. Réélu en 1850. Retrait. | 1843–1853                    |
| District supprimé le 3 mars 1853   |                       |                                  |             | |                              |
| District rétabli le 4 mars 1883    |                       |                                  |             | |                              |
| Edmund W. M. Mackey (en)           | Républicain           | 4 mars 1883 - 27 janvier 1884    | 48e         | Redécoupage depuis le 2e district et réélu en 1882. Décès. | 1883–1893                    |
| Vacant                             | Vacant                | 27 janvier 1884 - 18 mars 1884   | 48e         | | 1883–1893                    |
| Robert Smalls                      | Républicain           | 18 mars 1884 - 3 mars 1887       | 48e , 49e   | Élu pour terminer le mandat de Mackey. Réélu en 1884. Perd sa réélection. | 1883–1893                    |
| William Elliott (en)               | Démocrate             | 4 mars 1887 - 23 septembre 1890  | 50e , 51e   | Élu en 1886. Réélu en 1888. Perd la contestation de son élection. | 1883–1893                    |
| Thomas E. Miller (en)              | Républicain           | 24 septembre 1890 - 3 mars 1891  | 51e         | Remporte la contestation de son élection. Perd sa réélection. | 1883–1893                    |
| William Elliott (en)               | Démocrate             | 4 mars 1891 - 3 mars 1893        | 52e         | Élu en 1890. Retrait. | 1883–1893                    |
| George W. Murray                   | Républicain           | 4 mars 1893 - 3 mars 1895        | 53e         | Élu en 1892. Redécoupage vers le 1er district. | 1893–1903                    |
| J. William Stokes (en)             | Démocrate             | 4 mars 1895 - 1er juin 1896      | 54e         | Élu en 1894. Siège déclaré vacant à la suite d'une contestation à cause de fraude électorale des Démocrates. | 1893–1903                    |
| Vacant                             | Vacant                | 1er juin 1896 - 3 novembre 1896  | 54e         | | 1893–1903                    |
| J. William Stokes (en)             | Démocrate             | 3 novembre 1896 - 6 juin 1901    | 54e - 57e   | Élu pour terminer son propre mandat. Également élu en 1896 pour un autre mandat. Réélu en 1898. Réélu en 1900. Décès. | 1893–1903                    |
| Vacant                             | Vacant                | 6 juillet 1901 - 5 novembre 1901 | 57e         | | 1893–1903                    |
| Ashbury F. Lever (en)              | Démocrate             | 5 novembre 1901 - 1er août 1919  | 57e - 66e   | Élu pour terminer le mandat de Stokes. Réélu en 1902. Réélu en 1904. Réélu en 1906. Réélu en 1908. Réélu en 1910. Réélu en 1912. Réélu en 1914. Réélu en 1916. Réélu en 1918. Démissionne pour devenir membre de la Federal Farm Loan Board. | 1893–1903                    |
| 1903–1913                          |                       |                                  | 57e - 66e   | Élu pour terminer le mandat de Stokes. Réélu en 1902. Réélu en 1904. Réélu en 1906. Réélu en 1908. Réélu en 1910. Réélu en 1912. Réélu en 1914. Réélu en 1916. Réélu en 1918. Démissionne pour devenir membre de la Federal Farm Loan Board. |                              |
| 1913–1923                          |                       |                                  | 57e - 66e   | Élu pour terminer le mandat de Stokes. Réélu en 1902. Réélu en 1904. Réélu en 1906. Réélu en 1908. Réélu en 1910. Réélu en 1912. Réélu en 1914. Réélu en 1916. Réélu en 1918. Démissionne pour devenir membre de la Federal Farm Loan Board. |                              |
| Vacant                             | Vacant                | 1er août 1919 - 7 octobre 1919   | 66e         | |                              |
| Edward C. Mann (en)                | Démocrate             | 7 octobre 1919 - 3 mars 1921     | 66e         | Élu pour terminer le mandat de Lever. Perd sa renomination. |                              |
| Hampton P. Fulmer (en)             | Démocrate             | 4 mars 1921 - 3 mars 1933        | 67e - 72e   | Élu en 1920. Réélu en 1922. Réélu en 1924. Réélu en 1926. Réélu en 1928. Réélu en 1930. Redécoupage vers le 2e district. |                              |
| 1923–1933                          |                       |                                  | 67e - 72e   | Élu en 1920. Réélu en 1922. Réélu en 1924. Réélu en 1926. Réélu en 1928. Réélu en 1930. Redécoupage vers le 2e district. |                              |
| District supprimé le 3 mars 1933   |                       |                                  |             | |                              |
| District rétabli le 3 janvier 2013 |                       |                                  |             | |                              |
| Tom Rice                           | Républicain           | 3 janvier 2013 - 3 janvier 2023  | 113e - 117e | Élu en 2012. Réélu en 2014. Réélu en 2016. Réélu en 2018. Réélu en 2020. Perd sa renomination. | 2013–2023                    |
| Russell Fry                        | Républicain           | 3 janvier 2023 - Présent         | 118e        | Élu en 2022. | 2023–2033                    |

## Résultats des récentes élections
Voici les résultats des dix précédents cycles électoraux dans le district.

### 2012
| Élection de 2012 du 7e district congressionnel de Caroline du Sud | Élection de 2012 du 7e district congressionnel de Caroline du Sud | Élection de 2012 du 7e district congressionnel de Caroline du Sud | Élection de 2012 du 7e district congressionnel de Caroline du Sud | Élection de 2012 du 7e district congressionnel de Caroline du Sud |
| ----------------------------------------------------------------- | ----------------------------------------------------------------- | ----------------------------------------------------------------- | ----------------------------------------------------------------- | ----------------------------------------------------------------- |
| Parti                                                             | Parti                                                             | Candidat                                                          | Votes                                                             | %                                                                 |
|                                                                   | Républicain                                                       | Tom Rice                                                          | 153 068                                                           | 55,5                                                              |
|                                                                   | Démocrate                                                         | Gloria Tinubu                                                     | 122 389                                                           | 44,4                                                              |
|                                                                   | Write-In                                                          | Write-In                                                          | 281                                                               | 0,1                                                               |
| Total des votes                                                   | Total des votes                                                   | Total des votes                                                   | 275 738                                                           | 100 %                                                             |
|                                                                   | Les Républicains remportent (nouveau siège)                       |                                                                   |                                                                   |                                                                   |

### 2014
| Élection de 2014 du 7e district congressionnel de Caroline du Sud | Élection de 2014 du 7e district congressionnel de Caroline du Sud | Élection de 2014 du 7e district congressionnel de Caroline du Sud | Élection de 2014 du 7e district congressionnel de Caroline du Sud | Élection de 2014 du 7e district congressionnel de Caroline du Sud |
| ----------------------------------------------------------------- | ----------------------------------------------------------------- | ----------------------------------------------------------------- | ----------------------------------------------------------------- | ----------------------------------------------------------------- |
| Parti                                                             | Parti                                                             | Candidat                                                          | Votes                                                             | %                                                                 |
|                                                                   | Républicain                                                       | Tom Rice (sortant)                                                | 102 833                                                           | 59,9                                                              |
|                                                                   | Démocrate                                                         | Gloria Tinubu                                                     | 68 576                                                            | 40,0                                                              |
|                                                                   | Write-In                                                          | Write-In                                                          | 115                                                               | 0,1                                                               |
| Total des votes                                                   | Total des votes                                                   | Total des votes                                                   | 171 524                                                           | 100 %                                                             |
|                                                                   | Les Républicains conservent                                       |                                                                   |                                                                   |                                                                   |

### 2016
| Élection de 2016 du 7e district congressionnel de Caroline du Sud | Élection de 2016 du 7e district congressionnel de Caroline du Sud | Élection de 2016 du 7e district congressionnel de Caroline du Sud | Élection de 2016 du 7e district congressionnel de Caroline du Sud | Élection de 2016 du 7e district congressionnel de Caroline du Sud |
| ----------------------------------------------------------------- | ----------------------------------------------------------------- | ----------------------------------------------------------------- | ----------------------------------------------------------------- | ----------------------------------------------------------------- |
| Parti                                                             | Parti                                                             | Candidat                                                          | Votes                                                             | %                                                                 |
|                                                                   | Républicain                                                       | Tom Rice (sortant)                                                | 176 468                                                           | 61,0                                                              |
|                                                                   | Démocrate                                                         | Mai Hyman                                                         | 112 744                                                           | 38,9                                                              |
|                                                                   | Write-In                                                          | Write-In                                                          | 251                                                               | 0,1                                                               |
| Total des votes                                                   | Total des votes                                                   | Total des votes                                                   | 289 463                                                           | 100 %                                                             |
|                                                                   | Les Républicains conservent                                       |                                                                   |                                                                   |                                                                   |

### 2018
| Élection de 2018 du 7e district congressionnel de Caroline du Sud | Élection de 2018 du 7e district congressionnel de Caroline du Sud | Élection de 2018 du 7e district congressionnel de Caroline du Sud | Élection de 2018 du 7e district congressionnel de Caroline du Sud | Élection de 2018 du 7e district congressionnel de Caroline du Sud |
| ----------------------------------------------------------------- | ----------------------------------------------------------------- | ----------------------------------------------------------------- | ----------------------------------------------------------------- | ----------------------------------------------------------------- |
| Parti                                                             | Parti                                                             | Candidat                                                          | Votes                                                             | %                                                                 |
|                                                                   | Républicain                                                       | Tom Rice (sortant)                                                | 142 681                                                           | 59,6                                                              |
|                                                                   | Démocrate                                                         | Robert Williams                                                   | 96 564                                                            | 40,3                                                              |
|                                                                   | Write-In                                                          | Write-In                                                          | 309                                                               | 0,1                                                               |
| Total des votes                                                   | Total des votes                                                   | Total des votes                                                   | 239 554                                                           | 100 %                                                             |
|                                                                   | Les Républicains conservent                                       |                                                                   |                                                                   |                                                                   |

### 2020
| Élection de 2020 du 7e district congressionnel de Caroline du Sud | Élection de 2020 du 7e district congressionnel de Caroline du Sud | Élection de 2020 du 7e district congressionnel de Caroline du Sud | Élection de 2020 du 7e district congressionnel de Caroline du Sud | Élection de 2020 du 7e district congressionnel de Caroline du Sud |
| ----------------------------------------------------------------- | ----------------------------------------------------------------- | ----------------------------------------------------------------- | ----------------------------------------------------------------- | ----------------------------------------------------------------- |
| Parti                                                             | Parti                                                             | Candidat                                                          | Votes                                                             | %                                                                 |
|                                                                   | Républicain                                                       | Tom Rice (sortant)                                                | 224 993                                                           | 61,8                                                              |
|                                                                   | Démocrate                                                         | Melissa Ward Watson                                               | 138 863                                                           | 38,1                                                              |
|                                                                   | Write-In                                                          | Write-In                                                          | 235                                                               | 0,1                                                               |
| Total des votes                                                   | Total des votes                                                   | Total des votes                                                   | 364 091                                                           | 100 %                                                             |
|                                                                   | Les Républicains conservent                                       |                                                                   |                                                                   |                                                                   |

### 2022
La Primaire démocrate a été annulée. Daryl Scott (D) avance vers l'Élection Générale.
| Primaire républicaine de 2022 du 7e district congressionnel de Caroline du Sud | Primaire républicaine de 2022 du 7e district congressionnel de Caroline du Sud | Primaire républicaine de 2022 du 7e district congressionnel de Caroline du Sud | Primaire républicaine de 2022 du 7e district congressionnel de Caroline du Sud | Primaire républicaine de 2022 du 7e district congressionnel de Caroline du Sud |
| ------------------------------------------------------------------------------ | ------------------------------------------------------------------------------ | ------------------------------------------------------------------------------ | ------------------------------------------------------------------------------ | ------------------------------------------------------------------------------ |
| Parti                                                                          | Parti                                                                          | Candidat                                                                       | Votes                                                                          | %                                                                              |
|                                                                                | Républicain                                                                    | Russel Fry                                                                     | 43 509                                                                         | 51,1                                                                           |
|                                                                                | Républicain                                                                    | Tom Rice (sortant)                                                             | 20 927                                                                         | 24,5                                                                           |
|                                                                                | Républicain                                                                    | Barbara Arthur                                                                 | 10 481                                                                         | 12,3                                                                           |
|                                                                                | Républicain                                                                    | Ken Richardson                                                                 | 6 021                                                                          | 7,1                                                                            |
|                                                                                | Républicain                                                                    | Garrett Barton                                                                 | 2 154                                                                          | 2,5                                                                            |
|                                                                                | Républicain                                                                    | Mark McBride                                                                   | 1 676                                                                          | 2,0                                                                            |
|                                                                                | Républicain                                                                    | Spencer Morris                                                                 | 444                                                                            | 0,5                                                                            |

| Élection de 2022 du 7e district congressionnel de Caroline du Sud | Élection de 2022 du 7e district congressionnel de Caroline du Sud | Élection de 2022 du 7e district congressionnel de Caroline du Sud | Élection de 2022 du 7e district congressionnel de Caroline du Sud | Élection de 2022 du 7e district congressionnel de Caroline du Sud |
| ----------------------------------------------------------------- | ----------------------------------------------------------------- | ----------------------------------------------------------------- | ----------------------------------------------------------------- | ----------------------------------------------------------------- |
| Parti                                                             | Parti                                                             | Candidat                                                          | Votes                                                             | %                                                                 |
|                                                                   | Républicain                                                       | Russel Fry                                                        | 164 440                                                           | 64,8                                                              |
|                                                                   | Démocrate                                                         | Daryl Scott                                                       | 89 030                                                            | 35,1                                                              |
|                                                                   | Write-In                                                          | Write-In                                                          | 395                                                               | 0,2                                                               |
| Total des votes                                                   | Total des votes                                                   | Total des votes                                                   | 253 865                                                           | 100 %                                                             |
|                                                                   | Les Républicains conservent                                       |                                                                   |                                                                   |                                                                   |

### 2024
La Primaire républicaine a été annulée. Russel Fry (R-Sortant) avance vers l'Élection Générale.
| Primaire démocrate de 2024 du 7e district congressionnel de Caroline du Sud | Primaire démocrate de 2024 du 7e district congressionnel de Caroline du Sud | Primaire démocrate de 2024 du 7e district congressionnel de Caroline du Sud | Primaire démocrate de 2024 du 7e district congressionnel de Caroline du Sud | Primaire démocrate de 2024 du 7e district congressionnel de Caroline du Sud |
| --------------------------------------------------------------------------- | --------------------------------------------------------------------------- | --------------------------------------------------------------------------- | --------------------------------------------------------------------------- | --------------------------------------------------------------------------- |
| Parti                                                                       | Parti                                                                       | Candidat                                                                    | Votes                                                                       | %                                                                           |
|                                                                             | Démocrate                                                                   | Mal Hyman                                                                   | 12 617                                                                      | 50,8                                                                        |
|                                                                             | Démocrate                                                                   | Daryl Scott                                                                 | 12 218                                                                      | 49,2                                                                        |

| Élection de 2024 du 7e district congressionnel de Caroline du Sud | Élection de 2024 du 7e district congressionnel de Caroline du Sud | Élection de 2024 du 7e district congressionnel de Caroline du Sud | Élection de 2024 du 7e district congressionnel de Caroline du Sud | Élection de 2024 du 7e district congressionnel de Caroline du Sud |
| ----------------------------------------------------------------- | ----------------------------------------------------------------- | ----------------------------------------------------------------- | ----------------------------------------------------------------- | ----------------------------------------------------------------- |
| Parti                                                             | Parti                                                             | Candidat                                                          | Votes                                                             | %                                                                 |
|                                                                   | Républicain                                                       | Russel Fry (sortant)                                              | 240 326                                                           | 64,9                                                              |
|                                                                   | Démocrate                                                         | Mal Hyman                                                         | 129 522                                                           | 35,0                                                              |
|                                                                   | Write-In                                                          | Write-In                                                          | 481                                                               | 0,1                                                               |
| Total des votes                                                   | Total des votes                                                   | Total des votes                                                   | 370 329                                                           | 100 %                                                             |
|                                                                   | Les Républicains conservent                                       |                                                                   |                                                                   |                                                                   |